# Sardanapalo (Byron)
Sardanapalo (Sardanapalus) è una tragedia del poeta inglese George Gordon Byron, scritta nel 1821 e portata in scena per la prima volta nel 1834.

## Trama

### Atto I
Salemene, cognato di Sardanapalo, si lamenta prima da solo e poi con il diretto interessato delle scelte politiche del sovrano assiro. Per Salemene, infatti, Sardanapalo difetta di ambizione militare e gli rimprovera anche i continui tradimenti nei confronti della sorella e l'eccessiva morbidezza con i rivali. Nonostante l'astio per il sovrano, Salemene mette in guardia Sardanapalo su una congiura ordita ai suoi danni dai cortigiani, ma il re continua a preferire reazioni moderate a spargimenti di sangue e rappresaglie. Tuttavia, Salemene riesce convincere Sardanapalo almeno a concedergli l'autorità per arrestare i traditori. Rimasto solo, il re riflette sulla moderazione del proprio stile di governo ed è contento di non essere stato causa di sofferenza per il suo popolo. Sardanapalo invita la sua schiava preferita, la greca Mirra, a cenare con lui sulle rive dell'Eufrate, ma la giovane gli chiede di rinunciare all'idea, dato che così facendo si esporrebbe a rischi inutili.

### Atto II
L'astrologo caldeo Balese predice la caduta di Sardanapalo, una profezia alla cui realizzazione decide di contribuire attivamente alleandosi con il satrapo Arbace per assassinare il re. Salemene li coglie sul fatto mentre pianificano il regicidio e tenta di arrestarli, ma la lotta tra i tre viene interrotta dall'arrivo di Sardanapalo, che si rifiuta di ritenere Balese e Arbace colpevoli. L'ingenuità del re e la sua misericordia fanno pentire Arbace - almeno momentaneamente - del suo tentato regicidio. Intanto un messaggero arriva con l'ordine per i due satrapi di tornare nelle rispettive satrapie e lasciare Ninive senza le proprie truppe. Belese interpreta il comando del re come un preludio al proprio assassinio e Arbace concorda con lui. I due decidono quindi di fomentare una ribellione per uccidere Sardanapalo prima che lui uccida loro. Salemene è riuscito intanto a convincere il re della colpevolezza dei due satrapi, ma Sardanapalo continua a rifiutarsi di punirli. Anche Mirra cerca di far ragionare l'amante, ma Sardanapalo continua a rifiutarsi di far giustiziare Arbace e Balese.

### Atto III
Il banchetto del re viene interrotto dall'annuncio che i due satrapi si sono rifiutati di obbedire all'ordine di tornare nelle regioni che governano e che hanno fomentato una rivolta contro di lui. Sardanapalo allora si prepara per la battaglia e, vedendosi allo specchio con l'armatura indosso, sente finalmente nascere dentro di sé un orgoglio guerriero e si unisce a Salemme e agli altri soldati rimastigli fedeli. Mirra resta a palazzo, dove le notizie che arrivano riportano gli insuccessi militari di Sardanapalo. Il re e Salemene si rifugiano nel palazzo con i soldati rimasti e insieme riescono ad allontanare i ribelli. Salemene e Sardanapalo si congratulano per la vittoria, ma il re confessa di essere stato ferito.

### Atto IV
Sardanapalo si sveglia da sogni inquieti in cui ha avuto visione dei suoi antenati, gli antichi re assiri. Zarina, regina e moglie di Sardanapalo, viene in visita al marito e gli chiede il permesso di portare i bambini all'estero per tutelare la loro sicurezza. Zarina è ancora innamorata di lui e nel corso della conversazione i due si riavvicinano. L'idea di una separazione - probabilmente definitiva - fa svenire la regina, che viene portata via dai servi. Il ritrovato affetto per la regina ha vita breve, dato che Mirra rientra nell'appartamento reale e seduce nuovamente Sardanapalo. Ritrovato il coraggio, il re assiro ordina a Salemene un nuovo attacco contro i ribelli.

### Atto V
La conversazione di Mirra con un cortigiano viene interrotto dal ritorno a palazzo di Salemene, mortalmente ferito da un giavellotto. Anche Sardanapalo torna a palazzo, sconfortato dall'esito della battaglia. La situazione degenera quando l'Eufrate esonda ed abbatte parte delle mura della città, rendendola così vulnerabile ad attacchi nemici. Un araldo di Arbace arriva a proporre un accordo al re, la resa per la vita di Sardanapalo. Il sovrano rifiuta ma chiede un'ora di tregua. In questo lasso di tempo, Sardanapalo fa ammassare una pira sotto il trono e ordina ai suoi fedelissimi di mettersi in salvo. Mirra e Sardanapalo si danno l'ultimo addio e poi il re si erge sulla pira. Mirra appicca il fuoco e si getta tra le fiamme per morire con lui.

## Origini

### Fonti
Nella prefazione dell'opera, Byron ammette di essere stato fortemente influenzato dalla Bibliotheca historica di Diodoro Siculo, un'opera di cui possedeva una copia dall'età di dodici anni. Un'altra fonte storica è stata l'History of Greece di William Mitford. 
Il personaggio di Mirra è invece una creazione dello stesso Byron, anche se il critico Ernest Hartley Coleridge afferma che il personaggio sia ispirato alla rappresentazione di Aspasia realizzata da Plutarco nella Vita di Artaserse, mentre il nome "Mirra" verrebbe dall'omonima tragedia di Alfieri, che aveva visto a Bologna nel 1819. Sempre secondo Coleridge, lo stile di Sardanapalo è influenzato anche dalle tragedia di Seneca, che Byron aveva letto e amato in gioventù.
La scena in cui Sardanapalo si ammira davanti allo specchio è invece influenzata dalle Satire di Giovenale (libro II, versi 99-103). 

### Composizione e stampa
Byron scrisse Sardanapalo mentre viveva a Ravenna con l'amante, Teresa Gamba Guiccioli. Byron conosceva la storia del sovrano assiro dall'età di dodici anni, ma solo nel 1821 cominciò a fare ricerche approfondite sulla storia di Sardanapalo. Cominciò a scrivere la tragedia il 14 gennaio 1821 e impiegò esattamente un mese per completare il primo atto. La stesura della tragedia fu completata nel maggio dello stesso anno e il 31 dello stesso mese Byron inviò il manoscritto al suo editore, John Murray. Murray diede alla stampe Sardanapalo il 19 dicembre 1821, in un volume che comprendeva anche I due Foscari e Caino. La dedica della tragedia a Goethe non era presente nella prima edizione, ma fu aggiunta per la ristampa del 1829.

## Rappresentazioni e adattamenti

### La tragedia a teatro

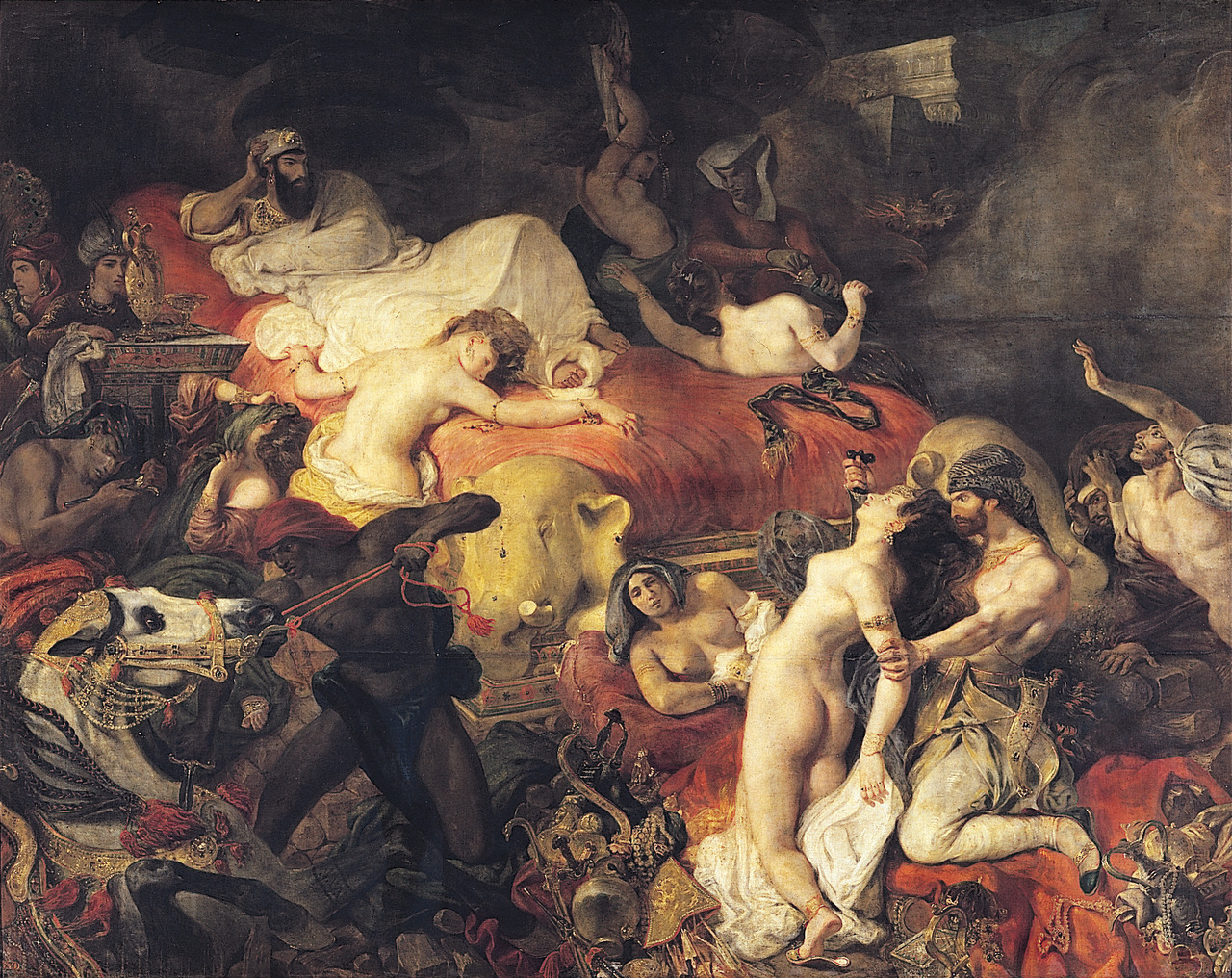
La morte di Sardanapalo di Eugène Delacroix (1828), ispirato alla tragedia di Byron

Byron dichiarò espressamente che la tragedia non era stata ideata per le scene, ma per la sola lettura, essendo un closet drama. Le sue volontà furono rispettate fintanto che rimase in vita, ma già nel gennaio 1834 una traduzione e adattamento in francese fu allestito a Bruxelles. La prima vera e propria del testo byroniano avvenne invece qualche mese più tardi, l'11 aprile 1834, quando William Charles Macready interpretò l'eponimo protagonista in un allestimento in scena al Theatre Royal Drury Lane di Londra. La seconda metà del XIX secolo vide alte messe in scena di Sardanapalo a Londra, tra cui un revival con Charles Kean al Princess theatre vent'anni dopo la prima e un nuovo allestimento diretto da Charles Alexander Calvert nel 1877. La produzione di Calvert fu portata in scena anche al Booth's Theatre di New York.

### Influenze culturali
Oltre alle fonti storiche di Diodoro Siculo e Quinto Curzio Rufo, la tragedia di Byron fu d'ispirazione ad Eugène Delacroix per la creazione di La morte di Sardanapalo (1827). Il dipinto fu a sua volte d'ispirazione per diverse composizioni musicali in Francia. Nel 1830 il Prix de Rome fu consegnato a J.F. Gail per il suo La Mort de Sardanapale, basato sul testo byroniano e sul dipinto di Delacroix.
Verso la metà degli anni quaranta Franz Liszt cominciò ad ideare un adattamento operistico della tragedia, per cui scrisse un libretto in italiano. Cominciò a lavorare sull'opera (S.687) nel 1849, ma abbandonò il progetto nel 1852. Altri adattamenti operistici della tragedia di Byron furono realizzati da Victorin de Joncières (1867) e Victor Alphonse Duvernoy (1882).